# Ejnar Hertzsprung

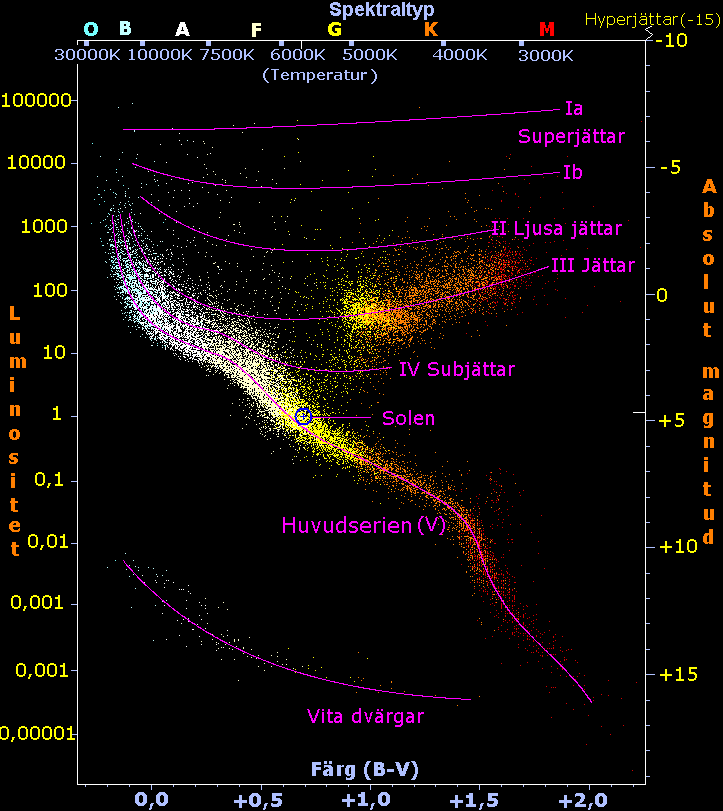
Hertzsprung-Russell-diagram baserat på 22 000 stjärnor ur Hipparkoskatalogen och 1000 från Gliesekatalogen över närbelägna stjärnor. Utarbetat av Richard Powell.

Ejnar Hertzsprung, född 8 oktober 1873, död 21 oktober 1967, var en dansk astronom. 

## Biografi
Hertzsprung blev 1909 extra ordinarie professor i Göttingen, observator vid astrofysikaliska observatoriet i Potsdam samma år, adjunktdirektor vid observatoriet i Leiden 1919 och extra ordinarie professor vid universitetet där 1920.
Hertzsprung påvisade ett samband mellan absoluta ljusstyrkan hos en stjärna och vissa linjer i dess spektrum. Samtidigt som Henry Norris Russell, men oberoende av honom, fann han omkring år 1910 att stjärnor med samma temperatur kunde ha olika luminositet och lade därmed grunden till Hertzsprung-Russell-diagrammet. 
Hertzsprung invaldes som ledamot av Kungliga Vetenskapsakademien 1935. Han tilldelades Royal Astronomical Societys guldmedalj 1929 och Bruce-medaljen 1937.
Minor Planet Center listar honom som upptäckare av två asteroider mellan 1924 och 1929.

## Eftermäle
Nedslagskratern Hertzsprung på månen och asteroiden 1693 Hertzsprung är uppkallade efter honom.

## Asteroider upptäckta av Ejnar Hertzsprung
| 1627 Ivar     | 25 september 1929 |
| 1702 Kalahari | 7 juli 1924       |